# Lac Upper Johnson
Le lac Upper Johnson (en anglais : Upper Johnson Lake) est un lac américain dans le comté de Lewis, dans l'État de Washington. Il est situé à 1 538 mètres d'altitude au sein de la Mount Rainier Wilderness, dans le parc national du mont Rainier.